# Beenderkool

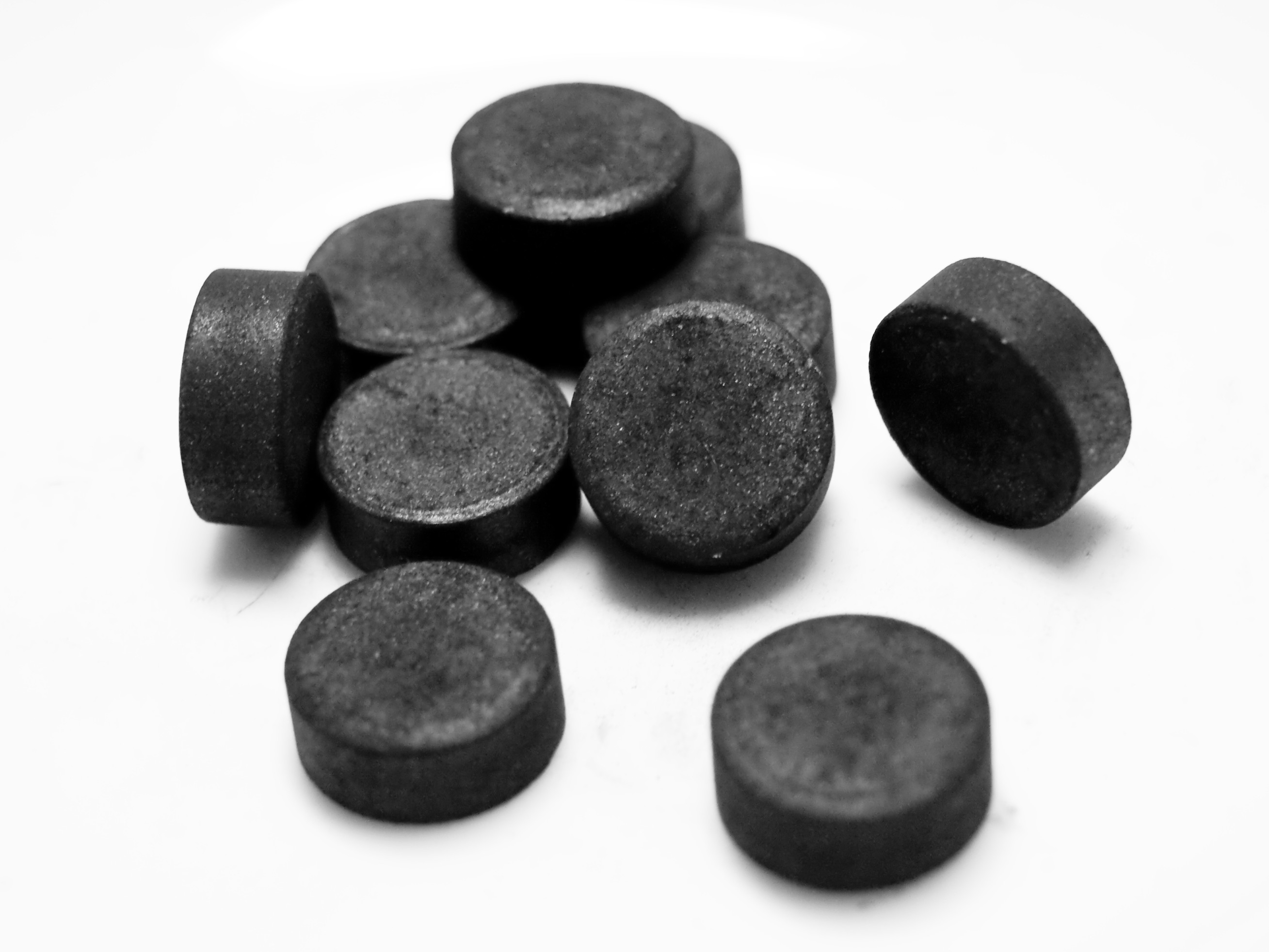
Pillen van beenderkool

Beenderkool (dierlijk houtskool) is een korrelig materiaal dat gemaakt wordt door botten te verhitten in afwezigheid van zuurstof. Het bestaat voornamelijk uit calciumfosfaat en een beetje koolstof. Beenderkool heeft een zeer groot oppervlak per gram en heeft daardoor een zeer grote opnamecapaciteit van lood, kwik en arseen.

## Gebruik
Beenderkool wordt op soortgelijke manier gebruikt als actieve kool, bijvoorbeeld om fluoride uit aquariumwater te verwijderen en om rietsuiker te ontkleuren. Omdat de beenderkool niet in het eindproduct zit wordt het beschouwd als parve/koosjer. Ook bij de productie van vaseline wordt het gebruikt, hier om ruwe olie te zuiveren en te bleken.
Beenderkool wordt ook gebruikt als zwart pigment. Soms in verf voor gebruik in schilderijen omdat het het diepst verkrijgbare zwart oplevert. Meestal wordt trouwens gewoon houtskool zwart genoeg bevonden. 'Ivoor zwart' werd in het verleden verkregen door verkoold ivoor te vermalen en te mengen met olie. Hiervoor wordt tegenwoordig geen ivoor gebruikt omdat het te duur is en omdat de dieren die worden gebruikt om ivoor uit te winnen beschermd zijn.